# هانا بالابانوفا
هانا بالابانوفا (بالأوكرانية: Ганна Балабанова) هي متسابقة قوارب كانوي أوكرانية ولدت في يوم 10 ديسمبر 1969. أبرز إنجازاتها هو فوزها بالميدالية البرونزية في دورة الألعاب الأولمبية الصيفية 2004 في أثينا.